# Manettia glazioviana
Manettia glazioviana är en måreväxtart som först beskrevs av Karl Moritz Schumann, och fick sitt nu gällande namn av Dimitri Sucre Benjamin. Manettia glazioviana ingår i släktet Manettia och familjen måreväxter. Inga underarter finns listade i Catalogue of Life.